# Barrancabermeja
Barrancabermeja – miasto w środkowej Kolumbii, w departamencie Santander, port nad rzeką Magdalena. Około 189,6 tys. mieszkańców. W mieście znajduje się port lotniczy Yariguies.